# Oslerus
Oslerus (benannt nach Sir William Osler) ist eine Gattung parasitisch lebender Fadenwürmer mit zwei Arten. Oslerus osleri ist ein Lungenwurm bei Hunden, Oslerus rostratus bei Katzen. Die beiden Arten wurden aus morphologischen Gründen aus der Gattung Filaroides abgeteilt, die Auslagerung ist auch aus tiermedizinischen Gesichtspunkten sinnvoll, denn während Filaroides eher harmlose Parasiten der Lunge sind, können Oslerus schwere Erkrankungen auslösen.

## Merkmale
Oslerus wurde von anderen Filaroides aufgrund des endständigen Anus und der unmittelbar davorliegenden Vulva abgegrenzt. Es werden zwei Unterarten abgegrenzt: die Unterart Oslerus für osleri und die Unterart Anafilaroides für rostratus.

## Lebenszyklus
Oslerus oslerus unterscheidet sich von anderen Vertretern der Familie Metastrongylidae, weil die Art einen direkten Lebenszyklus hat. Die Weibchen sind ovovivipar und die Larven schlüpfen meist bereits in der Luftröhre. Viele Larven werden hochgehustet, abgeschluckt und verlassen den Wirt mit dem Kot. Mit diesem erfolgt dann die Ansteckung anderer Tiere. Der häufigere Verbreitungsweg ist über das Belecken der Welpen durch eine infizierten Hündin, da sich die Erstlarven im Sputum befinden. Nach Aufnahme häutet sich im Dünndarm die Larve 1 zur Larve 2. Über Lymph- und weiter über Blutgefäße gelangt diese in die Lunge, wo in den Lungenbläschen und Bronchien die Weiterentwicklung bis zur Larve 5 erfolgt. Von hier wandert der adulte Wurm in den Bereich der Luftröhrengabel. Die Präpatenzperiode dauert zwischen 10 und 18 Wochen.
Oslerus rostratus hat dagegen einen heteroxenen Entwicklungszyklus, in den eine Schnecke als Zwischenwirt eingeschaltet ist.